# 황말벌
황말벌은 털보말벌의 아종으로 한국의 제주도, 일본, 중국 등지에 서식한다. 털보말벌에 비해 전체적으로 노란빛이며 황색 털이 나 있다. 

## 사진

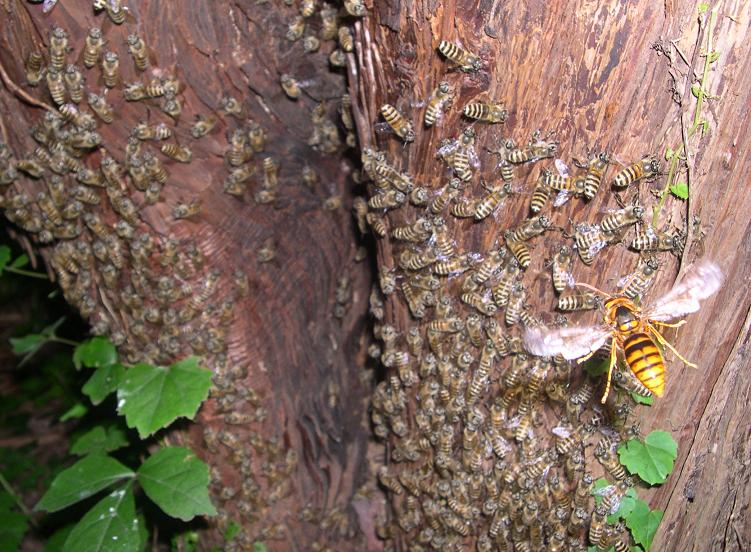
재래꿀벌을 공격하려는 황말벌
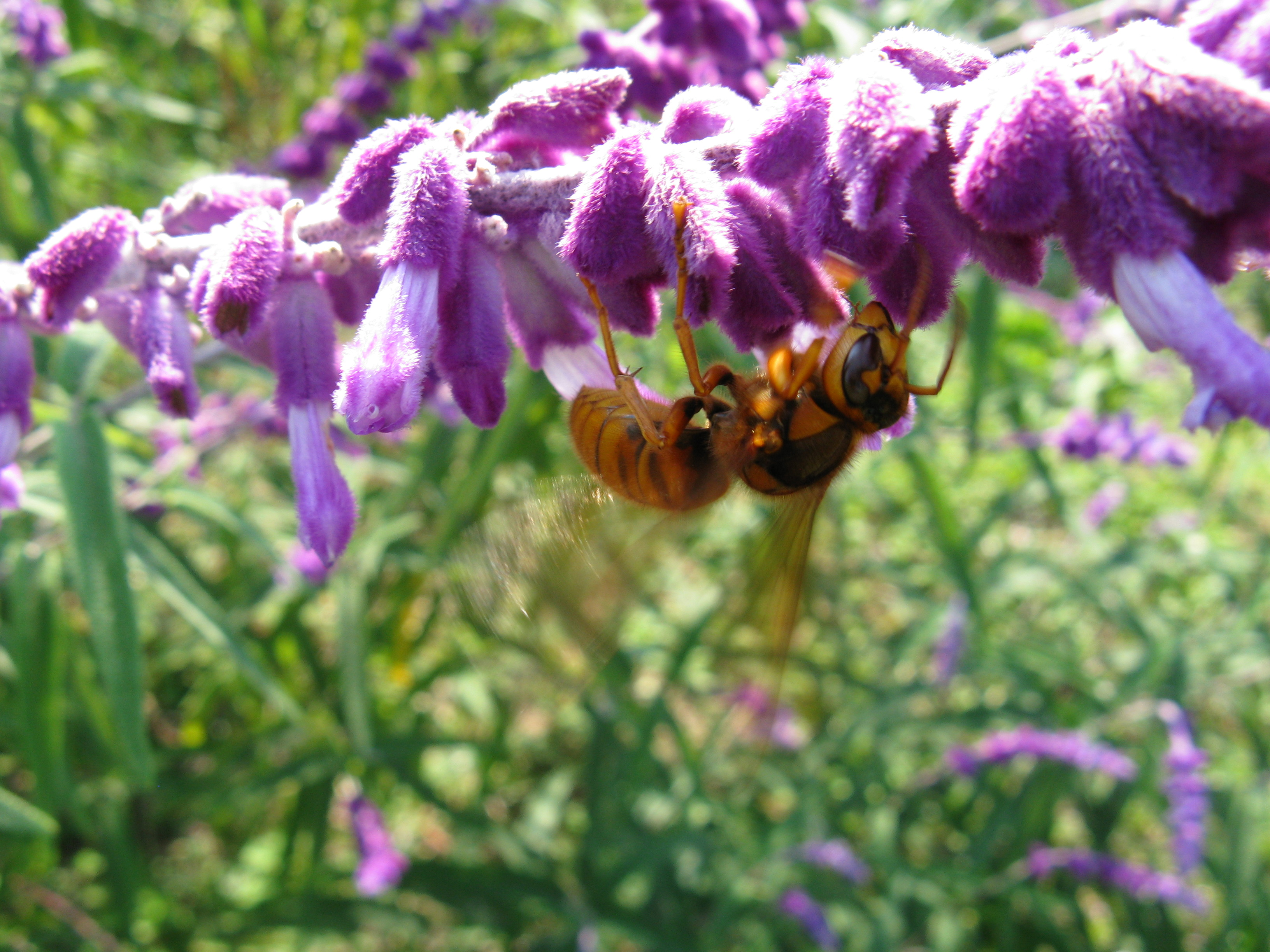
꽃꿀을 먹는 황말벌